# Stefan Luitz
Stefan Luitz (* 26. März 1992 in Bolsterlang) ist ein ehemaliger deutscher Skirennläufer. Seine stärkste Disziplin war der Riesenslalom.

## Biografie
Nachdem Luitz seit Ende 2007 erste FIS-Rennen bestritten hatte und im Januar 2009 erstmals im Europacup zum Einsatz gekommen war, feierte er im Februar 2009 mit dem zweiten Platz im Riesenslalom beim European Youth Olympic Festival in Szczyrk einen ersten internationalen Erfolg. Im Jahr darauf gewann er bei den Juniorenweltmeisterschaften 2010 in Les Houches hinter dem Franzosen Mathieu Faivre die Silbermedaille im Riesenslalom.
Nach guten Trainingsläufen in der Vorbereitung auf die Saison 2010/11 qualifizierte sich Luitz für den Kader des Deutschen Skiverbandes im Weltcup. Sein erstes Weltcuprennen bestritt er am 8. Januar 2011 beim Riesenslalom in Adelboden, bei dem er im ersten Lauf ausschied. Obwohl er die gesamte Saison ohne Weltcupergebnis blieb, wurde er für die Weltmeisterschaften 2011 in Garmisch-Partenkirchen nachnominiert. Im Teamwettbewerb war er Ersatzfahrer, im Riesenslalom belegte er Rang 29.
Zu Beginn der Saison 2011/12 erreichte Luitz im Riesenslalom von Trysil seinen ersten Podestplatz im Europacup. Am folgenden Tag feierte er im zweiten Riesenslalom am selben Ort den ersten Sieg. Mit insgesamt sechs Podestplätzen belegte er in der Gesamtwertung den zweiten Platz. Am 26. Februar 2012 gewann er seine ersten Weltcuppunkte, als er sich im Riesenslalom von Crans-Montana erstmals für den zweiten Durchgang qualifizierte und 29. wurde. Am Ende der Saison wurde er in der Super-Kombination erstmals Deutscher Meister.
Am 2. Dezember 2012 erzielte Luitz im Riesenslalom von Beaver Creek mit dem 13. Platz sein erstes Top-20-Ergebnis im Weltcup. Eine Woche später erreichte er beim Riesenslalom von Val-d’Isère mit Rang zwei erstmals eine Weltcup-Podestplatzierung, nachdem er im ersten Lauf noch auf Platz 25 gelegen hatte. Am 12. Februar 2013 gewann Luitz mit der deutschen Mannschaft Bronze bei den Weltmeisterschaften in Schladming, kam als Ersatzfahrer im Rennen allerdings nicht zum Einsatz. Einige Tage später verletzte er sich beim Training in Garmisch-Partenkirchen und erlitt dabei einen Kreuzbandriss. Der Heilungsprozess verlief ohne Komplikationen. Unter diesen Umständen trotzdem überraschend war sein dritter Platz am 14. Dezember 2013 im Riesenslalom von Val-d’Isère.
Bei den Olympischen Winterspielen 2014 wäre Luitz nach dem ersten Durchgang im Riesenslalom auf einem hervorragenden zweiten Zwischenrang gelegen. Jedoch fädelte er am letzten Tor vor dem Ziel ein und wurde disqualifiziert.
Am 12. Dezember 2014 wurde Luitz beim Riesenslalom von Åre Dritter und landete damit abermals auf dem Podest. Kurz darauf zog er sich bei einem Trainingssturz eine schwere Muskelverletzung im Oberschenkel zu und musste infolgedessen mehrere Monate pausieren. Bei seinem ersten Wettkampf danach, dem Riesenslalom bei den Weltmeisterschaften 2015, belegte er Platz 20.
In der Saison 2015/16 fuhr er im Riesenslalom regelmäßig in die Punkteränge und sechs Mal unter die besten Zehn, so dass er die Disziplinenwertung auf Rang neun abschloss. Im Jahr darauf erreichte er am 29. Januar 2017 beim Riesenslalom in Garmisch-Partenkirchen erstmals seit seiner Verletzung mit Rang drei wieder einen Podestplatz im Weltcup. Nachdem er in den ersten beiden Riesenslaloms der Saison 2017/18 die Ränge drei in Beaver Creek und zwei in Val-d’Isère belegt hatte, erlitt er im Riesenslalom von Alta Badia einen Kreuzbandriss im linken Knie. Er fiel somit für den Rest der Saison und die Olympischen Winterspiele 2018 in Pyeongchang aus.
Luitz’ erstes Rennen nach der Verletzungspause war der Riesenslalom von Beaver Creek am 2. Dezember 2018, das er überraschend vor Marcel Hirscher und Thomas Tumler für sich entscheiden konnte. Da Luitz vor dem Start mit Sauerstoff versorgt worden war und dies gegen die damaligen Antidopingregeln der FIS verstieß (nicht jedoch gegen die der WADA), wurde er von der FIS Ende Dezember disqualifiziert. Der Deutsche Skiverband stellte gegen den Beschluss Antrag auf einstweilige Verfügung vor dem Internationalen Sportgerichtshof (CAS) ein, der zunächst abgewiesen wurde. Am 15. März gab der CAS Luitz im Hauptsacheverfahren recht und er bekam den Sieg offiziell zugesprochen, da bei widersprechenden Regelungen der WADA-Code Vorrang hat. In der Zwischenzeit hatte er die Saison vorzeitig beenden müssen, nachdem er am 15. Februar 2019 beim WM-Riesenslalom in Åre einen Innenbandeinriss erlitt.
Während er im Riesentorlauf danach nicht an seine Topleistungen rund um die Doping-Affäre anschließen konnte, zeigte er in Parallelbewerben immer wieder starke Leistungen. So erreichte er am 23. Dezember 2019 einen zweiten Platz im Parallel-Riesenslalom von Alta Badia. Auch gewann er im Februar 2021 bei den Weltmeisterschaften in Cortina d’Ampezzo zusammen mit Emma Aicher, Andrea Filser und Alexander Schmid im Teamwettbewerb (der im Parallelformat ausgetragen wurde) die Bronzemedaille.
Am 29. Mai 2025 gab Luitz seinen Rücktritt vom Leistungssport bekannt. Luitz lebt in Lauterach im österreichischen Bundesland Vorarlberg.

## Erfolge

### Weltmeisterschaften
- Garmisch-Partenkirchen 2011: 29. Riesenslalom
- Schladming 2013: 3. Mannschaftswettbewerb, 21. Slalom
- Vail/Beaver Creek 2015: 20. Riesenslalom
- St. Moritz 2017: 14. Riesenslalom, 28. Slalom
- Cortina d’Ampezzo 2021: 3. Mannschaftswettbewerb, 7. Riesenslalom, 9. Parallelrennen

### Weltcup
- 8 Podestplätze in Einzelrennen, davon 1 Sieg:

| Datum            | Ort          | Land | Disziplin    |
| ---------------- | ------------ | ---- | ------------ |
| 2. Dezember 2018 | Beaver Creek | USA  | Riesenslalom |

- 2 Podestplätze bei Mannschaftswettbewerben

### Weltcupwertungen
| Saison  | Gesamt | Gesamt | Riesenslalom | Riesenslalom | Slalom | Slalom | Parallel | Parallel |
| Saison  | Platz  | Punkte | Platz        | Punkte       | Platz  | Punkte | Platz    | Punkte   |
| ------- | ------ | ------ | ------------ | ------------ | ------ | ------ | -------- | -------- |
| 2011/12 | 147.   | 2      | 50.          | 2            | –      | –      | –        | –        |
| 2012/13 | 65.    | 100    | 20.          | 100          | –      | –      | –        | –        |
| 2013/14 | 47.    | 154    | 13.          | 154          | –      | –      | –        | –        |
| 2014/15 | 68.    | 88     | 20.          | 88           | –      | –      | –        | –        |
| 2015/16 | 39.    | 248    | 9.           | 235          | 45.    | 13     | –        | –        |
| 2016/17 | 23.    | 338    | 7.           | 281          | 33.    | 57     | –        | –        |
| 2017/18 | 50.    | 140    | 13.          | 140          | –      | –      | –        | –        |
| 2018/19 | 42.    | 207    | 11.          | 207          | –      | –      | –        | –        |
| 2019/20 | 50.    | 158    | 22.          | 76           | –      | –      | 3.       | 82       |
| 2020/21 | 51.    | 172    | 19.          | 136          | –      | –      | 7.       | 36       |
| 2021/22 | 126.   | 14     | 42.          | 14           | –      | –      | –        | –        |
| 2022/23 | 127.   | 17     | 45.          | 17           | –      | –      | –        | –        |

### Europacup
- Saison 2011/12: 2. Gesamtwertung, 2. Slalomwertung, 5. Riesenslalomwertung
- 10 Podestplätze, davon 2 Siege:

| Datum            | Ort         | Land       | Disziplin    |
| ---------------- | ----------- | ---------- | ------------ |
| 6. Dezember 2011 | Trysil      | Norwegen   | Riesenslalom |
| 24. Januar 2012  | Zell am See | Österreich | Slalom       |

### Juniorenweltmeisterschaften
- Garmisch-Partenkirchen 2009: 30. Riesenslalom
- Les Houches 2010: 2. Riesenslalom
- Crans-Montana 2011: 8. Riesenslalom, 34. Super-G, 52. Abfahrt
- Roccaraso 2012: 8. Riesenslalom

### Weitere Erfolge
- 1 Deutscher Meistertitel (Super-Kombination 2012)
- Silbermedaille im Riesenslalom des European Youth Olympic Festivals 2009
- 2 Podestplätze im Nor-Am Cup
- 3 Siege in FIS-Rennen